# 홍머리오리

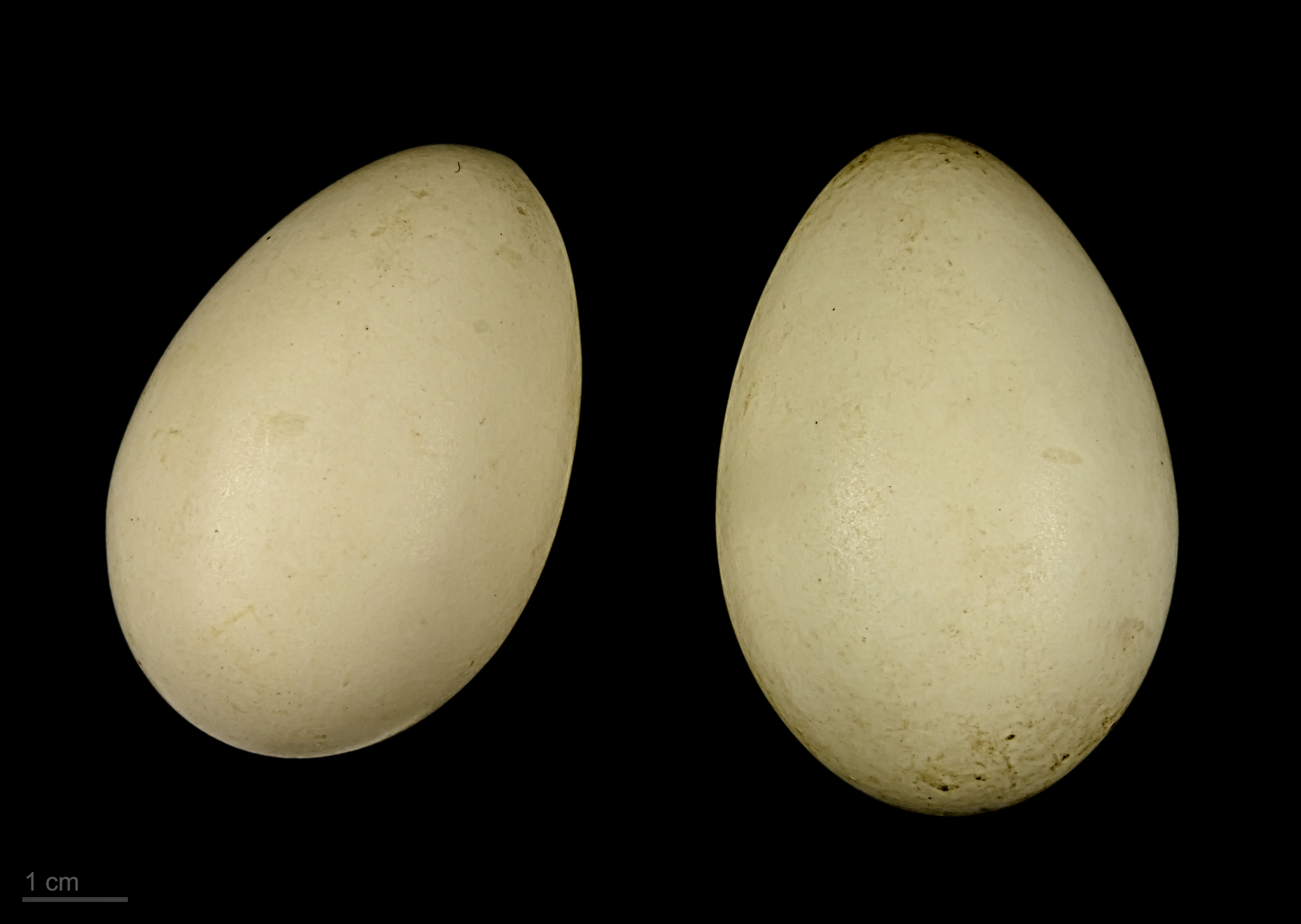
홍머리오리 알

홍머리오리는 오리과에 속하며 학명은 Mareca penelope이다. 몸길이는 약 48cm이고 수컷은 머리 위와 이마가 흰색이다. 암컷은 물가 근처에 둥지를 짓고, 크림빛이 도는 흰색 알을 7-12개 낳는다. 유럽과 북아메리카에 분포하며 한국에서는 겨울에 볼 수 있다.